# Ben Segal
Ben Maurice Segal, né le 19 mai 1937 à Tel-Aviv, est un informaticien anglo-suisse. Il est connu pour son rôle de promoteur d'Internet,.

## Biographie
Ben Segal naît le 19 mai 1937 à Tel-Aviv[réf. souhaitée]. Il possède les nationalités britannique et suisse.
Il est étudiant à la William Hulme's Grammar School de Manchester, puis à l'Imperial College de Londres, où il obtient un baccalauréat en sciences physiques et mathématiques en 1958.
De 1958 à 1962, Ben Segal travaille pour la division industrielle de l'Autorité britannique de l'énergie atomique, à Risley, sur le développement de réacteurs surgénérateurs rapides. Il travaille ensuite à Détroit, sur le projet de  surgénérateur rapide Enrico Fermi de 1962 à 1965, puis de 1966 à 1971 à l'université Stanford en Californie où il prépare un doctorat en génie mécanique et nucléaire sous la direction de Joel Henry Ferziger. Sa thèse de doctorat a pour titre : Shock wave structure using nonlinear model Boltzmann equations.
En juillet 1971, Ben Segal retourne en Europe et travaille comme programmeur système, puis comme spécialiste des réseaux informatiques au CERN (Centre européen pour la recherche nucléaire), à Genève. Hormis une année sabbatique en 1977 au laboratoire Bell Northern Research de Palo Alto, Ben Segal reste au CERN jusqu'à sa retraite en 2002.

## Réalisations
Entre 1985 et 1988, Ben Segal coordonne l'introduction au CERN des protocoles Internet TCP/IP, ce qui permet l'interconnexion des principaux systèmes informatiques du laboratoire avant que le CERN ne rejoigne l'Internet mondial au début de 1989,,,,.
À partir de 1989,  Ben Segal joue un rôle majeur dans le projet « SHIFT », qui remplace les ordinateurs centraux du CERN par des clusters Unix distribués,.
Segal est alors responsable du réseau informatique haute performance du système. En 2000, SHIFT a multiplié par cent la puissance de calcul installée du CERN. L'architecture SHIFT est ensuite étendue pour construire la grille mondiale de calcul du LHC, utilisée depuis lors pour l'analyse des données expérimentales fournies par le grand collisionneur de hadrons du CERN. En 2001, le CERN a reçu le prix Computerworld Honors du XXIe siècle pour cette application innovante des technologies de l'information au service de la société,,.

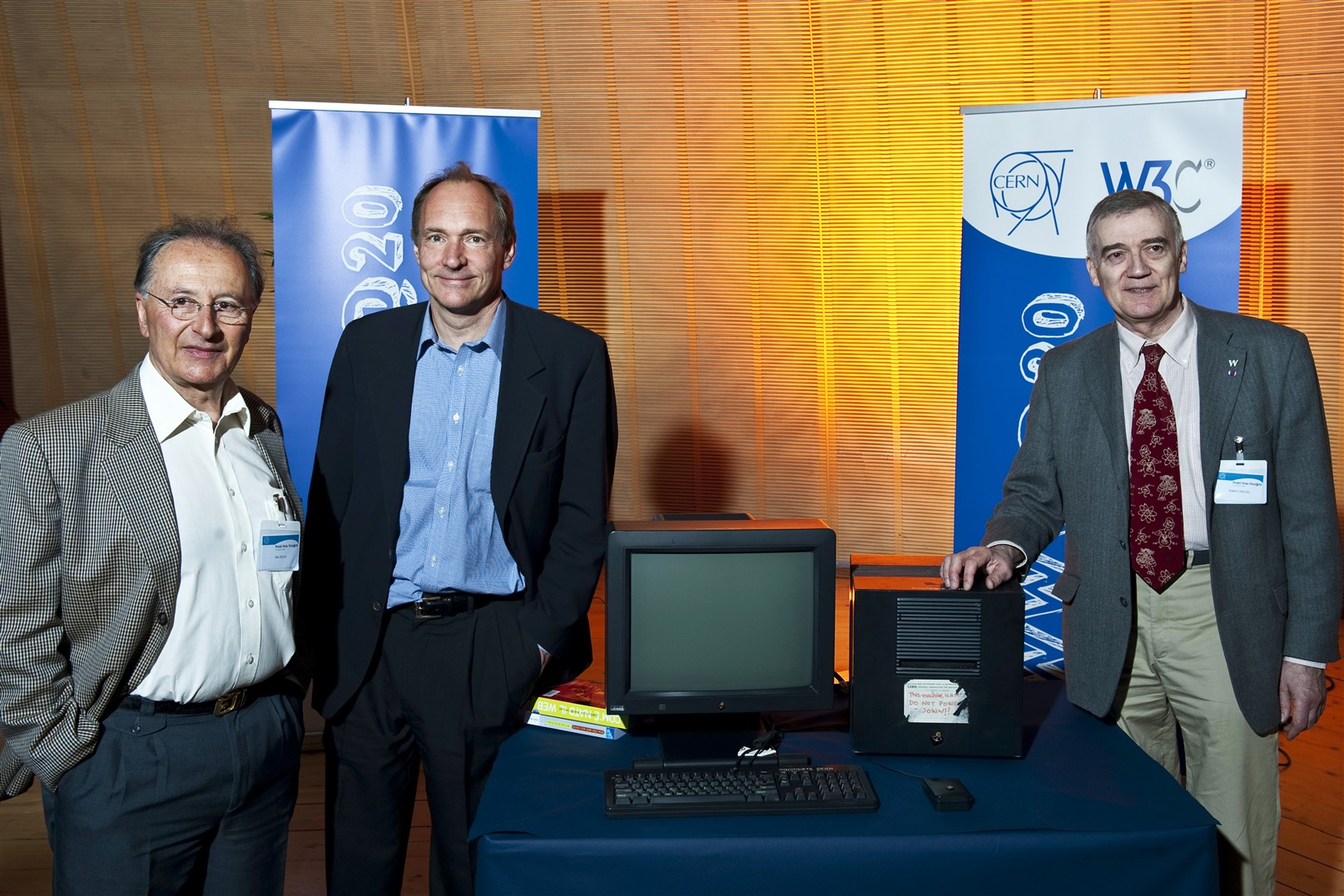
Ben Segal, Tim Berners-Lee, Next et Robert Cailliau célèbrent le 20e anniversaire du texte de Berners-Lee, intitulé « Information Management: A Proposal », adressé à la direction du CERN.

Les travaux de Segal sur TCP/IP et l'acceptation d'Internet par le CERN en 1989 ont permis à Tim Berners-Lee de développer le World Wide Web et ses protocoles associés,. Berners-Lee a reconnu en 2014 que Segal était un mentor pendant les années où il a développé le Web.
Après sa retraite, Segal est membre honoraire du personnel du CERN jusqu'en 2023. Il a cofondé le projet LHC@home du CERN, dont il continue à être un membre actif,, et qui a attiré plusieurs centaines de milliers de contributeurs depuis son lancement en 2004,,. Il est un des membres fondateurs de l'Internet Society (ISOC),(section de Genève), et est élu au conseil d'administration de l'ISOC entre 1997 et 2000,.

## Distinction
- 2014 : intronisation au temple de la renommée d'Internet[1].